# S100 (Nijmegen)
De stadsroute 100 (S100) is een stadsroute in de Nederlandse stad Nijmegen. 
De opening van de route vond plaats op 24 november 2013 toen om 18.30 de nieuwe brug De Oversteek voor al het verkeer opengesteld werd. De inrichting van deze route geschiedt parallel aan de ingebruikname van de nieuwe stadsbrug De Oversteek. De S100 loopt van het Keizer Traianusplein in het centrum van Nijmegen als N325 over de Waal naar Lent waar de Prins Mauritssingel verdergaat naar Arnhem en de S100 via De Oversteek als Graaf Allardsingel wederom de Waal kruist en via de Energieweg naar het Gaziantepplein loopt. Op deze rotonde sluit de route aan op de verbindingsweg naar de A73. De weg loopt zelf verder stadinwaarts waar de N325 en de N844 gekruist worden voor de S100 bij de N842 in Heilig Landstichting eindigt.
De weg wordt grotendeels ingericht als weg met 2x2 rijstroken waarop via dynamisch verkeersmanagement flexibele snelheden gehanteerd worden om de doorstroming te bevorderen. De S100 moet de traditionele route van de N326 en N325 door het centrum van Nijmegen via het Keizer Karelplein over de Waalbrug naar Lent ontlasten. 
Het college van B&W in Nijmegen plande meerdere routes, de meeste vanaf Keizer Karelplein, naar de S100. Deze werden in 2014 en 2015 ingevuld.